# 江後迪子
江後 迪子（えご みちこ、1934年11月15日- ）は、日本の食文化史学者。

## 略歴
兵庫県神戸市生まれ。山口女子短期大学卒業、実践女子大学卒、1974年同大学院修士課程修了。広島文教女子大学短期大学助教授、教授を経て、別府大学短期大学部教授を務めた。江戸期の食文化をテーマに研究を続けてきた。 

## 著書
- 『隠居大名の江戸暮らし 年中行事と食生活』 (歴史文化ライブラリー) 吉川弘文館 1999
- 『大名の暮らしと食』同成社江戸時代史叢書 2002
- 『洋菓子事始め 神戸風月堂の百年』神戸風月堂 2002
- 『南蛮から来た食文化』弦書房 2004
- 『萩藩毛利家の食と暮らし』つくばね叢書 つくばね舎 2005
- 『信長のおもてなし 中世食べもの百科』 (歴史文化ライブラリー) 吉川弘文館 2007

### 共編著
- 岩田泰一共著『かるかんの歴史』明石屋菓子店 1999
- 江後迪子編『長崎奉行のお献立 南蛮食べもの百科』吉川弘文館 2011
- 大園隆二郎釈文、江後迪子訳・解説、 筒井泰彦編『「鶴屋文書」にみる江戸時代の佐賀の菓子』鶴屋菓子舗 2006

## 論文
- <江後迪子